# Симеоновград (община)
Община Симеоновград се намира в Южна България и е една от съставните общини на област Хасково.

## География

### Географско положение, граници, големина
Общината е разположена в северната част на област Хасково. С площта си от 222,941 km2 заема 10-о място сред 11-те общини на областта, което съставлява 4,03% от територията на областта. Границите ѝ са следните:
- на юг – община Харманли;
- на югозапад – община Хасково;
- на запад – община Димитровград;
- на северозапад – община Опан, област Стара Загора;
- на север – община Гълъбово, област Стара Загора;

### Природни ресурси

#### Релеф
Релефът на общината е равнинен и хълмист, като територията ѝ попада в крайните североизточни части на Източните Родопи, крайните югоизточни части на Горнотракийската низина и крайните северозападни разклонения на планината Сакар.
Източните части на общината се заемат от крайните северозападни разклонения на планината Сакар, като на около 3 km югоизточно от село Тянево височината ѝ достига до 271,2 m.
В северните и северозападни райони на общината се простират крайните югоизточни, хълмисти части на Горнотракийската низина. Югоизточно от Симеоновград, в коритото на река Марица, на границата с община Харманли се намира най-ниската точка на община Симеоновград – 74 m н.в.
В югозападния район на общината се заема от най-североизточните части на Хасковската хълмиста област. На 3 km югозападно от село Константиново, на границата с община Хасково се намира най-високата точка на община Симеоновград – 312 m н.в.

#### Води
През средата на общината, до град Симеоновград на изток, а след него – на юг, на протежение от около 14 – 15 km протича част от средното течение на река Марица. Тук тя получава отляво големия си приток река Сазлийка, която протича през община Симеоновград с най-долното си течение на протежение от около 10 km покрай селата Пясъчево, Калугерово и Навъсен. Преди вливането си в Марица отляво в нея се влива Главанска река (28 km). Главанска река извира под името Улуклийска река на 471 m н.в. от Сакар планина, на 1,3 km югозападно от връх Чуката (543 m, община Гълъбово). До село Дряново тече в северозападна посока в сравнително тясна и дълбока долина през северозападните хълмисти части на Сакар, като между селата Помощник и Дряново се нарича Чарганлия. След Дряново завива на югозапад, като долината ѝ се разширява и изплитнява и в този си участък се нарича Луда Яна. Влива се отляво в река Сазлийка на 79 m н.в., на 1,2 km преди устието на Сазлийка в Марица. Площта на водосборния ѝ басейн е 81 km2, което представлява 2,5% от водосборния басейн на Сазлийка. Водите ѝ се използват за напояване: язовири „Чаирдере“, „Ташлъдере“ (на левия ѝ приток Ташлъдере) и „Дряново“.

### Населени места
Общината се състои от 9 населени места. Списък на населените места, подредени по азбучен ред, население и площ на землищата им:
| Населено място | Пребр. на населението през 2021 г. | Площ на землището (в км2) | Забележка (старо име) | Населено място | Пребр. на населението през 2021 г. | Площ на землището (в км2) | Забележка (старо име)           |
| Дряново        | 102                                | 23,283                    |                       | Свирково       | 386                                | 30,575                    | Дюдюкчелии                      |
| Калугерово     | 235                                | 11,713                    | Мусаче теке           | Симеоновград   | 6027                               | 77,159                    | Сеймен, Марица                  |
| Константиново  | 229                                | 20,346                    | Юренджик              | Троян          | 175                                | 16,850                    | Смавлии                         |
| Навъсен        | 181                                | 14,667                    | Сурут                 | Тянево         | 296                                | 21,321                    | Садъ кьой, Симеоново            |
| Пясъчево       | 69                                 | 7,027                     | Кум кьой              | ОБЩО           | 7700                               | 222,941                   | няма населени места без землища |

## Административно-териториални промени
- приказ № 40/обн. 20.04.1884 г. – преименува с. Садъ кьой с. Симеоново;
- Указ № 462/обн. 21.12.1906 г. – преименува с. Юнюз бюкю с. Йорданово;

– преименува с. Мусаче теке с. Калугерово;
– преименува с. Юренджик (Малко Юренджи) с. Константиново;
– преименува с. Сурут (Сорут) с. Навъсен;
– преименува с. Кум кьой с. Пясъчево;
– преименува с. Дюдюкчелии с. Свирково;
– преименува с. ЮСмавлии с. Троян;
- между 1910 и 1920 г. – преименувано е гар.с. Гара Търново-Сеймен на гар.с. Гара Златен дол без административен акт;

– преименувано е с. Търново (Тръново) на с. Златен дол без административен акт;
- Указ № 402/обн. 18.07.1929 г. – признава с. Сеймен за гр. Сеймен и го преименува на гр. Симеоновград;
- МЗ № 2820/обн. 14.08.1934 г. – преименува гар.с. Гара Златен дол гар.с. Гара Злати дол;

– преименува с. Златен дол с. Злати дол;
- МЗ № 2917/обн. 16 януари 1943 г. – заличава с. Злати дол и го присъединява като квартал на гар.с. Гара Злати дол;
- МЗ № 3389-ІІ/обн. 22.10.1947 г. – обединява гр. Симеоновград и гар.с. Гара Злати дол в едно ново населено място – гр. Марица;
- Указ № 3/обн. 11 януари 1950 г. – заличава с. Йорданово и го присъединява като квартал на гр. Марица;

– преименува с. Симеоново с. Тянево;
- Указ № 2521/обн. 20.11.1981 г. – възстановява старото име на гр. Марица на гр. Симеоновград.

## Население
Численост на населението според преброяванията през годините:
| Година на преброяване | Численост |
| 1934                  | 13 277    |
| 1946                  | 14 593    |
| 1956                  | 13 949    |
| 1965                  | 14 476    |
| 1975                  | 13 921    |
| 1985                  | 12 868    |
| 1992                  | 11 949    |
| 2001                  | 10 638    |
| 2011                  | 8755      |
| 2021                  | 7700      |

### Етнически състав
Преброяване на населението през 2011 г.
Численост и дял на етническите групи според преброяването на населението през 2011 г., по населени места (подредени по численост на населението):
| Населено място | Численост | Численост | Численост | Численост | Численост | Численост           | Численост     | Населено място | Дял (в %) | Дял (в %) | Дял (в %) | Дял (в %) | Дял (в %)           | Дял (в %)     |
| Населено място | Общо      | Българи   | Турци     | Цигани    | Други     | Не се самоопределят | Не отговорили | Населено място | Българи   | Турци     | Цигани    | Други     | Не се самоопределят | Не отговорили |
| Общо           | 8755      | 6194      | 51        | 1480      | 13        | 47                  | 970           | 100.00         | 70,74     | 0,58      | 16,90     | 0,14      | 0,53                | 11,07         |
| -------------- | --------- | --------- | --------- | --------- | --------- | ------------------- | ------------- | -------------- | --------- | --------- | --------- | --------- | ------------------- | ------------- |
| Симеоновград   | 6712      | 4651      | 49        | 1392      | 12        | 37                  | 571           | Симеоновград   | 69,29     | 0,73      | 20,73     | 0,17      | 0,55                | 8,50          |
| Дряново        | 164       | 152       |           | 8         | 0         | 4                   | 0             | Дряново        | 92,68     |           | 4,87      | 0,00      | 2,43                | 0,00          |
| Калугерово     | 300       | 261       | 0         | 8         | 0         | 0                   | 31            | Калугерово     | 87,00     | 0,00      | 2,66      | 0,00      | 0,00                | 10,33         |
| Константиново  | 255       | 243       |           | 7         |           | 0                   | 2             | Константиново  | 95,29     |           | 2,74      |           | 0,00                | 0,78          |
| Навъсен        | 261       | 259       | 0         |           |           |                     | 0             | Навъсен        | 99,23     | 0,00      |           |           |                     | 0,00          |
| Пясъчево       | 115       | 108       | 0         |           | 0         | 4                   | 3             | Пясъчево       | 93,91     | 0,00      |           | 0,00      | 3,47                | 2,72          |
| Свирково       | 408       | 244       | 0         | 0         |           |                     | 163           | Свирково       | 59,80     | 0,00      | 0,00      |           |                     | 39,95         |
| Троян          | 243       | 152       | 0         | 0         | 0         | 0                   | 91            | Троян          | 62,55     | 0,00      | 0,00      | 0,00      | 0,00                | 37,44         |
| Тянево         | 297       | 124       | 0         | 64        | 0         | 0                   | 109           | Тянево         | 41,75     | 0,00      | 21,54     | 0,00      | 0,00                | 36,70         |

## Транспорт
През общината преминават два участъка от Железопътната мрежа на България с обща дължина 27,8 km.
- В югозападната част на общината, по долината на река Марица, на протежение от 14,3 km – участък от трасето на жп линията София – Пловдив – Свиленград;
- През средата на общината, от север на юг, на протежение от 13,5 km – последният участък от трасето на жп линията Нова Загора – Симеоновград.

През общината преминават частично 5 пътя от Републиканската пътна мрежа на България с обща дължина 46,9 km:
- последният участък от 5,2 km от Републикански път III-503 (от km 24,3 до km 29,5);
- участък от 21,4 km от Републикански път III-554 (от km 45,2 до km 64,6);
- последният участък от 4,7 km от Републикански път III-663 (от km 51,3 до km 56,0);
- последният участък от 7,8 km от Републикански път III-7604 (от km 6,6 до km 14,4);
- последният участък от 7,8 km от Републикански път III-8007 (от km 16,9 до km 24,7).

## Топографска карта
- Лист от карта K-35-64. Мащаб: 1 : 100 000.
- Лист от карта K-35-65. Мащаб: 1 : 100 000.
- Лист от карта K-35-76. Мащаб: 1 : 100 000.